# Hebella westindica
Hebella westindica är en nässeldjursart som beskrevs av Eberhard Stechow 1921. Hebella westindica ingår i släktet Hebella och familjen Hebellidae. Inga underarter finns listade i Catalogue of Life.